# هانس وينكلر
هانس وينكلر (بالألمانية: Hans Winkler) ‏(23 أبريل 1877 - 22 نوفمبر 1945) هو عالم نبات ألماني. كان استاذاً في علم النبات في جامعة هامبورغ. يعود له الفضل بصياغة مصطلح جينوم في سنة 1920.